# Quasi amici - Intouchables
Quasi amici - Intouchables (Intouchables) è un film del 2011 scritto e diretto da Olivier Nakache e Éric Toledano.
È ispirato a una storia vera, e durante i titoli di coda si vedono le foto dei veri protagonisti della vicenda: il nobile Philippe Pozzo di Borgo e il suo badante Abdel Seoul.

## Trama
Parigi, Francia: una Maserati Quattroporte corre ad alta velocità: alla guida c'è il giovane Driss e accanto Philippe. I due vengono fermati dalla polizia a causa della forte velocità: proprio mentre sta per essere arrestato, Driss spiega ai poliziotti che andava veloce perché il suo amico si sente male e stavano correndo al pronto soccorso. Philippe finge di avere una crisi epilettica e gli agenti, pensando che l'uomo stia realmente male, scortano con le auto della polizia i due uomini all'ospedale. Dopo che i poliziotti se ne sono andati, Driss e Philippe si allontanano in auto. Da qui la storia di amicizia tra Driss e Philippe viene raccontata tramite un'analessi.
Philippe Pozzo di Borgo è un ricco signore tetraplegico che vive in un enorme e lussuoso palazzo ed è in cerca di un badante. Tra i tanti aspiranti, elegantemente vestiti e con molte referenze, si presenta Driss Bassari, un giovane nero trasandato e rozzo, il quale spiega che non è lì per cercare realmente un impiego, ma solo per ottenere da Philippe un documento che attesti l'avvenuto colloquio di lavoro, anche se con esito negativo, condizione necessaria per continuare a ricevere i benefici assistenziali per sé e la sua numerosa famiglia. Philippe rimane sorpreso dalla presentazione del giovane e lo invita volentieri a presentarsi la mattina successiva per ottenere la lettera firmata. Driss torna a casa, ma una donna, che si capisce essere una sua parente, lo rimprovera e lo caccia via di casa in malo modo per essere sparito per sei mesi senza mai neppure telefonare: Driss li aveva passati in prigione.
Il giorno seguente Driss fa ritorno da Philippe. Yvonne, l'assistente di Philippe, mostra a Driss la casa e le mansioni che dovrà eseguire: a quanto pare, Driss può scegliere se accettare la firma per l'assistenza sociale oppure lavorare per Philippe e vivere nel lusso e nello sfarzo, per un periodo di prova. Driss accetta la "sfida" ma nei primi giorni non sembra accettare tutti i tipi di assistenza che deve prestare a Philippe, anche se quest'ultimo non si oppone alle rimostranze del giovane, che spesso si dimentica le nozioni basilari come sorreggere il telefono vicino all'orecchio di Philippe. Ben presto, però, tra Philippe e Driss inizia ad instaurarsi un rapporto amichevole: Driss riesce a far divertire Philippe facendogli dimenticare i suoi problemi fisici, spesso offendendolo scherzosamente e facendogli rivivere emozioni ormai perdute, come fare una passeggiata notturna o fumare tabacco o cannabis. Gli amici di Philippe non sono affatto d'accordo che egli abbia assunto Driss, ritenendo il ragazzo pericoloso per via dei suoi precedenti penali, ma Philippe afferma che non si preoccupa affatto del passato di Driss, perché è l'unico che lo tratta come una persona e non come un malato.
Nel frattempo, Driss tenta senza successo di corteggiare Magalie, un'altra assistente di Philippe, che scoprirà solo alla fine del film essere lesbica.
Passa il tempo, e Driss viene assunto a tempo indeterminato. Tra i due c'è sempre più confidenza, riguardo alla vita privata sia di Philippe sia di Driss: Philippe rivela a Driss che divenne tetraplegico in seguito ad un incidente in parapendio. Sua moglie, morta qualche anno prima a causa di un tumore, non poteva avere figli e così la coppia aveva adottato una bambina di nome Élisa. Quest'ultima è ormai un'adolescente di 16 anni e, come tale, vive tutti i problemi della sua età, come gli scatti d'umore, la ribellione al padre e i problemi d'amore col fidanzato Bastien. Per questo Driss sprona Philippe a occuparsi della ragazza e a redarguirla quando necessario.
Philippe ha anche una relazione epistolare con una donna di nome Éléonore, che vive a Dunkerque. Driss lo incoraggia a incontrarla; Philippe tentenna, temendo di ricevere un rifiuto causato dalla sua menomazione, ma alla fine si decide e le manda una sua fotografia.
Philippe istruisce Driss ad apprezzare la pittura astratta e l'alto valore che può raggiungere un dipinto, incomprensibile al giovane, che però decide di cimentarsi nella pittura realizzando un dipinto di dubbio interesse artistico, che Philippe riesce a vendere al fratello per undicimila euro.
Al suo compleanno, a cui ogni anno accorrono tutti i parenti dicendo di voler controllare le sue condizioni di salute ma in realtà con secondi fini, Philippe invita Driss ad ascoltare musica classica dal vivo, ma Driss la trova noiosa, perché non ballabile: poi quest’ultimo ricambia facendo ascoltare a Philippe gli Earth, Wind & Fire. Alla sera, Driss mostra a Philippe la lettera di risposta di Éléonore, con una sua foto allegata. Finalmente Philippe si decide a incontrarla. All'appuntamento, Philippe si fa accompagnare da Yvonne ma, essendo troppo emozionato per incontrarla, chiede a Driss di venirlo a prendere, e con Yvonne escono dal ristorante senza accorgersi di Éléonore che sta entrando.
Philippe e Driss prendono un jet privato per andare a fare parapendio. Sul jet, Philippe dà a Driss una busta contenente gli undicimila euro ricavati dalla vendita del quadro.
Al loro ritorno a casa, Driss e Philippe incontrano Adama, un parente di Driss, leggermente ferito, che si trova coinvolto in uno scontro tra bande criminali. Driss finalmente racconta la sua storia: il suo nome di battesimo era Bakari, cambiato poi in Driss, ed è stato adottato dal Senegal dai suoi zii, i quali non potevano avere figli. Sua zia poi è rimasta incinta due volte, ma in seguito suo zio è morto e la zia, dopo essere stata con altri uomini, ha avuto tanti altri figli e si è dovuta fare carico della famiglia. 
Philippe capisce che è giunto il momento di separarsi da Driss e di lasciarlo tornare a casa. Di nuovo con i suoi parenti, Driss usa i soldi guadagnati fino ad allora per contribuire alle spese di famiglia, risolve i problemi di Adama coi criminali ed utilizza l'esperienza vissuta per cercare un nuovo lavoro, venendo assunto in una ditta di trasporti. Nel frattempo, a casa di Philippe, vengono assunti nuovi badanti, forse più preparati, ma rigidi e talvolta anche incapaci: Philippe non riesce a instaurare con nessuno di loro lo stesso rapporto avuto con Driss, cadendo nell'apatia, lasciandosi crescere la barba e non parlando più con nessuno. Yvonne è molto preoccupata e così contatta Driss che, arrivato da Philippe, decide di portarlo via.
La trama ritorna alla corsa in macchina, e mostra le sequenze dell'inseguimento della polizia, fino all'arrivo al pronto soccorso.
Dopo aver eluso la polizia, Driss porta Philippe al mare. Una volta arrivati a destinazione, Driss taglia la barba a Philippe (divertendosi e prendendolo in giro per i tipi di baffi che di volta in volta gli lascia) e lo veste elegantemente portandolo in un ristorante. Philippe è convinto di pranzare insieme a Driss, ma all'ultimo istante viene abbandonato da quest'ultimo che gli augura buona fortuna e se ne va. Pochi secondi dopo si presenta Éléonore. Philippe si commuove, ed attraverso la finestra sorride a Driss che ricambia, per poi allontanarsi.

## Distribuzione
In Francia il film è uscito nelle sale cinematografiche il 2 novembre 2011 mentre, in Italia, il 24 febbraio 2012.

## Colonna sonora
1. Ludovico Einaudi – Fly (3:20)
2. Earth, Wind & Fire – September (3:33)
3. Omar Sy, François Cluzet & Audrey Fleurot – Des références... (1:08)
4. Ludovico Einaudi – Writing Poems (4:09)
5. George Benson – The Ghetto (4:57)
6. Omar Sy & François Cluzet – L'arbre qui chante (1:01)
7. Terry Callier – You're Goin' Miss Your Candyman (7:18)
8. François Cluzet & Omar Sy – Blind Test (2:21)
9. Earth, Wind & Fire with The Emotions – Boogie Wonderland (4:45)
10. Ludovico Einaudi – L'origine nascosta (3:12)
11. Nina Simone – Feeling Good (2:53)
12. Ludovico Einaudi – Cache-cache (3:51)
13. Angelicum De Milan – Vivaldi: Concerto pour 2 violons & Orchestra (3:21)
14. Ludovico Einaudi – Una mattina (6:41)
15. Vib Gyor – Red Lights (4:29)

## Riconoscimenti
- Golden Globe 2013
  - Nomination Golden Globe per il miglior film straniero
- 2012 - Satellite Award
  - Nomination Miglior attore a Omar Sy
  - Nomination Miglior sceneggiatura originale a Olivier Nakache e Éric Toledano
  - Nomination Miglior film straniero a Éric Toledano e Olivier Nakache
- Premi César 2012[2]
  - Miglior attore (Omar Sy)
  - Candidato per il miglior film
  - Candidato per il miglior regista
  - Candidato per il miglior attore (François Cluzet)
  - Candidato per la migliore attrice non protagonista (Anne Le Ny)
  - Candidato per la migliore sceneggiatura originale
  - Candidato per la migliore fotografia
  - Candidato per il miglior montaggio
  - Candidato per il miglior sonoro
- Premi Lumière 2012
  - Miglior attore (Omar Sy)
  - Candidato per il miglior film
- Tokyo International Film Festival 2011
  - Grand Prix al miglior film
  - Premio per il miglior attore (François Cluzet e Omar Sy)
- 2012 - David di Donatello
  - Miglior film dell'Unione Europea a (Olivier Nakache e Éric Toledano)

## Accoglienza
A sole nove settimane dalla sua uscita in Francia (2 novembre 2011), Quasi amici è diventato il secondo film francese di maggior successo di tutti i tempi (dopo il film del 2008 Giù al nord), arrivando a quota 166 milioni di dollari.
In Italia, il film ha incassato 14961389 € ed è stato visto da 2495738 spettatori, risultando essere il film francese di maggior successo.
A livello mondiale il film ha incassato 426588510 $, diventando il film francese di più alto incasso fino al 2014, anno in cui venne superato da Lucy.

## Remake
Nel 2016 è stato realizzato un remake di produzione argentina intitolato Inseparabili, diretto da Marcos Carnevale, con protagonisti Oscar Martinez e Rodrigo de la Serna.
Nel 2016 è stato realizzato un remake di produzione indiana intitolato Oopiri, diretto da Vamsi Paidipally.
Nel 2017 è stato realizzato un adattamento statunitense intitolato Sempre amici. Il film è diretto da Neil Burger con protagonisti Bryan Cranston e Kevin Hart.